# Verliebt in eine Hexe (Film)
Verliebt in eine Hexe ist ein US-amerikanischer Spielfilm aus dem Jahr 2005. Die Regisseurin war Nora Ephron, die auch das Drehbuch schrieb. Die Hauptrollen spielten Nicole Kidman, Will Ferrell, Shirley MacLaine und Michael Caine. Der Film basiert auf der Fernsehserie Verliebt in eine Hexe des Senders American Broadcasting Company aus den Jahren 1964 bis 1972.

## Handlung
Jack Wyatt ist ein erfolgloser Schauspieler. Er sieht seine Chance in einer Rolle in einem Remake der Fernsehshow Verliebt in eine Hexe. Dafür muss er eine Frau finden, die in dieser Show die Hexe spielen könnte. Er findet Isabel, eine in San Fernando Valley lebende echte Hexe, was sie Jack gegenüber verheimlicht. Sie will der Zauberei entsagen und ein normales Leben führen, erliegt aber immer wieder der Versuchung, ihre Zauberkünste einzusetzen.
Im Laufe der Dreharbeiten verliebt sich Jack in Isabel. Als diese aber herausfindet, dass sie nur als „Dekoration“ für Jack dienen soll, sabotiert sie die Show mit diversen Zaubersprüchen. Nach einem Streit mit Jack verlässt sie die Show, wird kurz darauf aber von ihm überredet, zurückzukommen. Isabels Vater Nigel verliebt sich in ihre Schauspielerkollegin Iris Smythson, die sich später ebenfalls als Hexe entpuppt.
Auf einer Party eröffnet Isabel Jack schließlich, dass sie eine Hexe ist. Jack macht sich darüber lustig. Als er später jedoch entdeckt, dass sie tatsächlich eine Hexe ist, ist er erschrocken, woraufhin Isabel ihn wütend verlässt. Nach längerer Suche findet Jack sie alleine am Set. Er erklärt ihr seine Liebe und zusammen lassen sie die Show zu einem großen Erfolg werden. In der letzten Szene ziehen Isabel und Jack in ein gemeinsames Haus; eine verdutzte Nachbarin beobachtet, wie Isabel durch Zauberei einen zusätzlichen Baum im Garten erschafft.

## Hintergrund
Der Film wurde an diversen Drehorten in Kalifornien gedreht, darunter in Los Angeles, Beverly Hills, West Hollywood, Culver City, Torrance. Die Dreharbeiten begannen am 7. September 2004. Das Budget des Films wird auf 85 Millionen US-Dollar geschätzt. Die Weltpremiere feierte der Film am 24. Juni 2005 in den USA. In Deutschland und der Schweiz war er erstmals am 1. September 2005 zu sehen, in Österreich einen Tag später. Am Eröffnungswochenende wurden in den USA 20,1 Millionen US-Dollar eingenommen, insgesamt standen in den USA Einnahmen in Höhe von 62,2 Millionen US-Dollar zu Buche. Weltweit wurden Einnahmen in Höhe von über 131,4 Millionen US-Dollar erzielt. An den Kinokassen in Deutschland wurden über 1 Million Besucher gezählt, in der Schweiz waren es knapp 70.000 Zuschauer.
Für die Hauptrolle des Jack Wyatt war ursprünglich Jim Carrey vorgesehen, der die Rolle ablehnen musste, da er anderen Verpflichtungen nachzukommen hatte. Bevor die Hauptrolle der Isabel Bigelow an Nicole Kidman vergeben wurde, waren für diese Rolle Jennifer Aniston, Christina Applegate, Patricia Arquette, Drew Barrymore, Kim Basinger, Kate Beckinsale, Sandra Bullock, Jennifer Connelly, Kristin Davis, Cameron Diaz, Heather Graham, Melanie Griffith, Maggie Gyllenhaal, Teri Hatcher, Helen Hunt, Angelina Jolie, Ashley Judd, Lisa Kudrow, Alyssa Milano, Julianne Moore, Brittany Murphy, Tatum O’Neal, Gwyneth Paltrow, Sarah Jessica Parker, Michelle Pfeiffer, Molly Ringwald, Meg Ryan, Winona Ryder, Julia Roberts, Brooke Shields, Alicia Silverstone, Hilary Swank, Charlize Theron, Uma Thurman, Naomi Watts, Reese Witherspoon und Renée Zellweger im Gespräch. Die Rolle der Tante Clara sollte ursprünglich von Joan Plowright gespielt werden, die jedoch das Angebot ausschlagen musste. Stattdessen wurde die Rolle auf Empfehlung von Kristin Chenoweth an Carole Shelley vergeben, die für den Dreh ihrer Szenen für eine Woche von ihren Auftritten im Stück Wicked – Die Hexen von Oz am Broadway freigestellt wurde.

## Kritiken
James Berardinelli bezeichnete den Film auf movie-reviews.colossus.net als „die schlechteste Art der Unterhaltung“ und meinte, man hätte 100 Minuten seines Lebens „gestohlen“. Er nannte die Darstellung von Michael Caine als die möglicherweise einzige positive Ausnahmeerscheinung des Films. Nicole Kidman in der Rolle von Isabel hielt er für eine Fehlbesetzung, die Darstellung von Will Ferrell bezeichnete er als „unkomisch“.

„Die angestrebte Parodie erstickt an ihrem eigenen Ehrgeiz, die Komik der alten Serie mit einer Satire auf den heutigen Hollywood-Betrieb zu verbinden. Der überkonstruierte Film ist ohne jede Spontaneität und lässt weitgehend kalt.“

„‘Verliebt in eine Hexe’ hat viele drollige Momente, aber auch mehr lose Enden als ein Teller Spaghetti: Der Handlungsstrang mit Michael Caine als Isabels zauberhaftem Vater, der TV-Hexe Shirley MacLaine nachstellt, verpufft einfach. Dafür ist die sonst so unnahbare Nicole Kidman so putzig, dass man über derartige Patzer gnädig hinwegsieht. Wie auch darüber, dass Will Ferrell […] zwar ein wahrer Slapstick-Virtuose ist, als Traummann aber völlig unglaubwürdig. Fazit: Überdrehter Fantasy-Spaß mit einer bezaubernden Nicole Kidman. Charmant – aber Magie ist was anderes.“

## Nominierungen und Auszeichnungen
Verliebt in eine Hexe wurde 2006 für die Goldene Himbeere in fünf Kategorien nominiert, darunter für die Schlechteste Neuverfilmung, für den Schlechtesten Schauspieler (Will Ferrell), für die Schlechteste Regie und für das Schlechteste Drehbuch. Er erhielt den Negativpreis schließlich in der Kategorie Schlechteste Filmpaarung für Will Ferrell und Nicole Kidman.
Des Weiteren wurde der Film 2006 für den Young Artist Award als beste Komödie nominiert. Im Folgejahr erhielt er eine Nominierung bei den Young Artist Awards in der Kategorie Best Family Feature Film – Comedy or Musical.